# Taksi
Taksi, (Manchú: ᡨᠠᡴᠰᡳ; en chino, 塔克世; pinyin, Tǎkèshì; 1543–1583) conocido póstumamente como Emperador Xuan, fue un líder yurchen, padre de Nurhaci (fundador de la dinastía Jin Posterior), cuarto hijo de Giocangga y miembro del Clan Aisin-Gioro. Fue asesinado en Gure (古哷) por Nikan Wailan, otro líder yurchen, en 1583.

## Biografía
Taksi tuvo nueve hijos reconocidos. Nurhaci fue el primero en llegar, y el más notorio. Según parece, algunos de los hermanos de Nurhaci tenían nombres fonéticamente similares.

Durante el reinado del Emperador Shunzi, la corte de la dinastía Qing otorgó de forma retroactiva a Taksi el nombre de templo Xianzu (顯祖) y el nombre póstumo Emperador Xuan (宣皇帝).

## Familia
Esposas
- Emperatriz Xuan, del clan Hitara (宣皇后 喜塔臘氏; fall. 1569); prima segunda. Nombre personal: Emeci (額穆齊)
  - Nurhaci, Taizu (太祖 努爾哈赤; 8 de abril de 1559 – 30 de septiembre de 1626); primer hijo.
  - Šurhaci, Príncipe Zhuang del Primer Rango (莊親王 舒爾哈齊; 1564 – 25 de septiembre de 1611); tercer hijo.
  - Yarhaci, Príncipe Tongda del Segundo Rango (通達郡王 雅爾哈齊; 1565–1589); cuarto hijo.
  - Princesa Jing'an del Segundo Rango (和碩静安公主; fall. 23 de octubre de 1624), nombre personal: Janhegu (沾河姑)
    - Casada con Gahašan Hashū (噶哈善哈思虎; 1560–1584) del clan mancú Irgen Gioro en septiembre/octubre de 1583
    - Casada con Yangšu (揚書) del clan manchú Gorolo (郭絡羅) en 1585, concibió tres hijos.

- Segunda mujer, del clan Hada Nara (哈達那拉氏), nombre personal Kenje (懇哲)
  - Bayara, Príncipe Duyi Gangguo del tercer Rango (篤義剛果貝勒 巴雅喇; 1582 – marzo/abril 1624), quinto hijo

Concubinas
- Querida, del clan Ligiya (李佳氏)
  - Murhaci, Príncipe Chengyi Yongzhuang del Tercer Rango (誠毅勇壯貝勒 穆爾哈齊; 1561 – septiembre/octubre 1620), segundo hijo

- Princesa Jantai (詹泰格格), del clan Janggiya (章佳氏)
  - Una hija casada con Changzhu (常柱) del clan manchú Ula Nara, con quien tuvo un hijo.